# Au clair de la lune

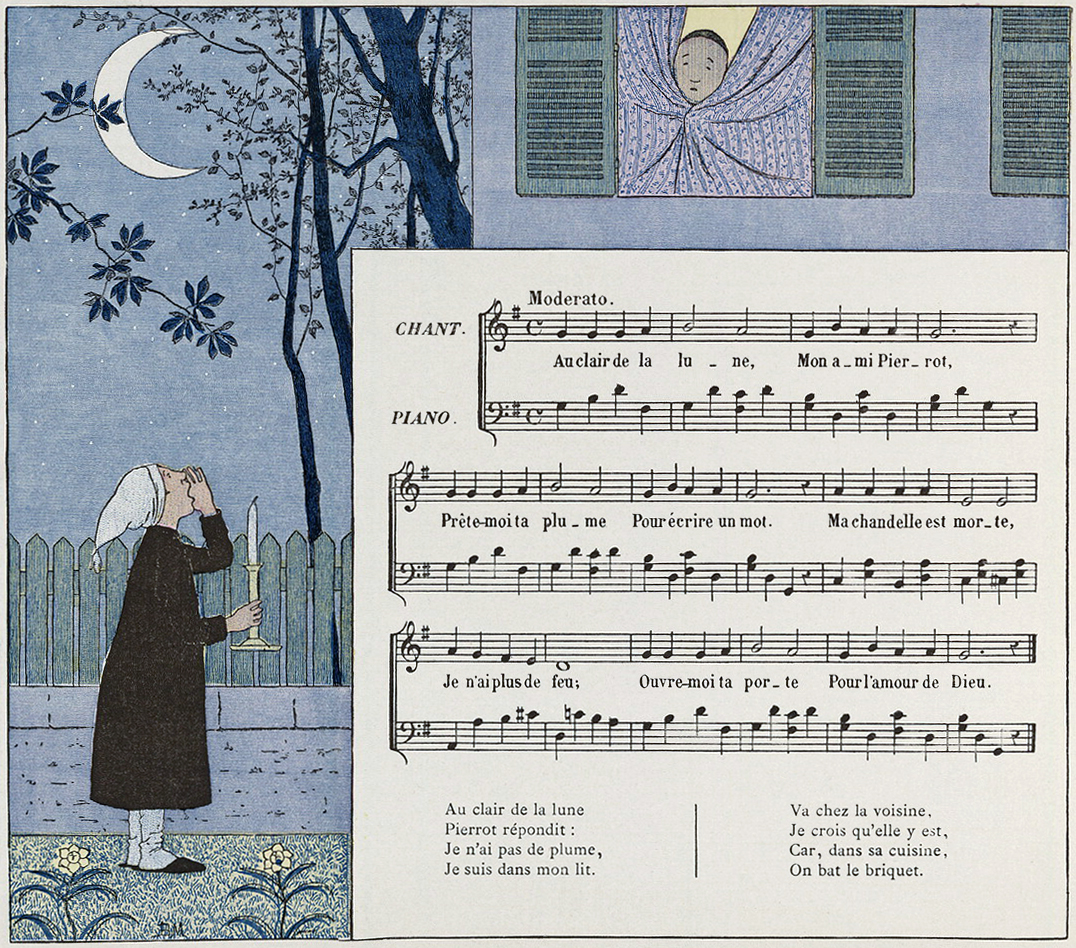
" Au clair de la lune "de um livro infantil, c. 1910–1919.

"Au clair de la lune" (pronúncia em francês: [o klɛʁ də la lyn(ə)], lit. "À Luz do Luar") é uma canção tradicional francesa do séc. XVIII. Seu compositor e letrista são desconhecidos. Sua melodia simples (Playⓘ) é frequentemente ensinada a iniciantes no começo do estudo de um instrumento musical.

## Letra da música
| "Au clair de la lune, Mon ami Pierrot, Prête-moi ta plume Pour écrire un mot. Ma chandelle est morte, Je n'ai plus de feu. Ouvre-moi ta porte Pour l'amour de Dieu." Au clair de la lune, Pierrot répondit : "Je n'ai pas de plume, Je suis dans mon lit. Va chez la voisine, Je crois qu'elle y est, Car dans sa cuisine On bat le briquet." Au clair de la lune, L'aimable Lubin; Frappe chez la brune, Elle répond soudain : –Qui frappe de la sorte? Il dit à son tour : –Ouvrez votre porte, Pour le Dieu d'Amour. Au clair de la lune, On n'y voit qu'un peu. On chercha la plume, On chercha du feu. En cherchant d'la sorte, Je n'sais c'qu'on trouva; Mais je sais qu'la porte Sur eux se ferma. | "À luz do luar, Meu amigo Pierrot, Empreste-me tua caneta Para que eu escreva uma palavra. Minha lanterna se apagou Não tenho mais fogo Abri-me tua porta Pelo amor de Deus." À luz do luar Pierrot respondeu: "Não tenho nenhuma caneta, Estou na minha cama Vá no vizinho Acredito que ele esteja lá Pois na sua cozinha Alguém está acendendo um fogo." À luz do luar O amável Lublin Bate na porta da morena Ela responde de repente: – Quem bate assim? Ele então responde: – Abri tua porta pelo Deus de Amor! À luz do luar Mal dava para ver Procuravam a caneta Procuravam a luz Com toda essa busca Não sei o que foi achado Mas sei que aquela porta Fechou-se para eles. |

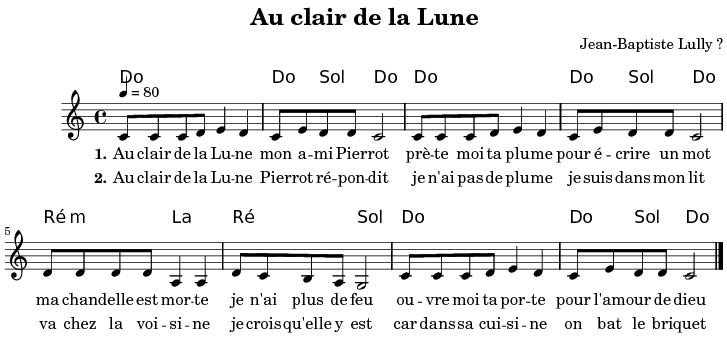
Acordes, melodia e palavras

Algumas fontes relatam que "plume" (caneta) seria originalmente "lume" (uma palavra antiga para "luz" ou "lâmpada").
Versão de Dom Marcos Barbosa, "Ao Cantar do Galo", para ser cantado com a música de Au clair de la lune.
Ao clarão da lua

Nasce o Deus menino.

Vamos adorá-lo,

Que é tão pequenino!

Na palha deitado,

Vamos encontrá-lo,

Pois já se ouve ao longe

O cantar do galo...

A Virgem tão bela,

sem nenhum enfeite,

ao que nutre as aves

Irá dar seu leite...

Nós, com nossos cantos,

Vamos embalá-lo,

Pois já morre ao longe

O cantar do galo...

Só porque é pequeno,

Não o adorarei.

Mas vou adorá-Lo

Porque é nosso Rei.

Na terceira missa

Vamos proclamá-lo,

Pois não mais se escuta

O cantar do galo...
Rio, Natal de 1949.

## Na música
O compositor francês do século XIX, Camille Saint-Saëns, citou as primeiras notas da canção na seção "Os fósseis", parte da suíte O carnaval dos animais.
O compositor francês Ferdinand Hérold também escreveu um conjunto de variações para solo de piano em Mi bemol maior.
Claude Debussy, compositor da famosa peça "Clair de lune", de nome parecido, parte de sua suíte bergamasque, usa "Au clair de la lune" como base de sua canção "Pierrot" (Pantomima, L. 31) do álbum Quatre Chansons de Jeunesse.
Erik Satie citou essa música na seção "Le flirt" (nº 19) de sua coletânea para piano Sports et divertissements, de 1914.
Em 1926, Samuel Barber reescreveu "H-35: Au Claire de la Lune: um arranjo moderno de uma antiga canção folclórica" enquanto estudava no Instituto de Música Curtis.
Em 1928, Marc Blitzstein orquestrou "Variações na 'Au Claire de la Lune'".

Em 1964, a cantora pop francesa France Gall gravou uma versão dessa música, alterando a letra para formar uma canção de amor.
Em 2008, uma gravação em papel de fonoautógrafo feita por Leon Scott de "Au clair de la lune" em 9 de Abril de 1860, foi digitalmente convertida em som por pesquisadores americanos. Esse trecho de apenas uma linha foi noticiado à época como o registro mais antigo da voz humana, e o registro reconhecível mais antigo de gravação musical. Segundo esses pesquisadores, a gravação do fonógrafo inclui o início da música " Au clair de la lune, mon ami Pierrot, prête moi".
Em 2008, o compositor Fred Momotenko compôs "Au clair de la lune" como uma jornada artística de volta no tempo a fim de redescobrir a gravação original feita em 9 de abril de 1860. É uma composição para coro a 4 vozes e áudio surround, apresentado durante o festival de música da Gaudeamus Foundation em Muziekgebouw aan 't IJ . É o segundo vencedor do Linux "150-Years-of-Music-Technology Composition Prize" e o vencedor especial do Festival EmuFest em Roma .

## Na arte
Na exposição de pintura e escultura de 1804, Pierre-Auguste Vafflard apresentou uma pintura que mostra Edward Young enterrando sua filha à noite. Um crítico anônimo comentou a natureza monocromática dessa pintura com a letra:

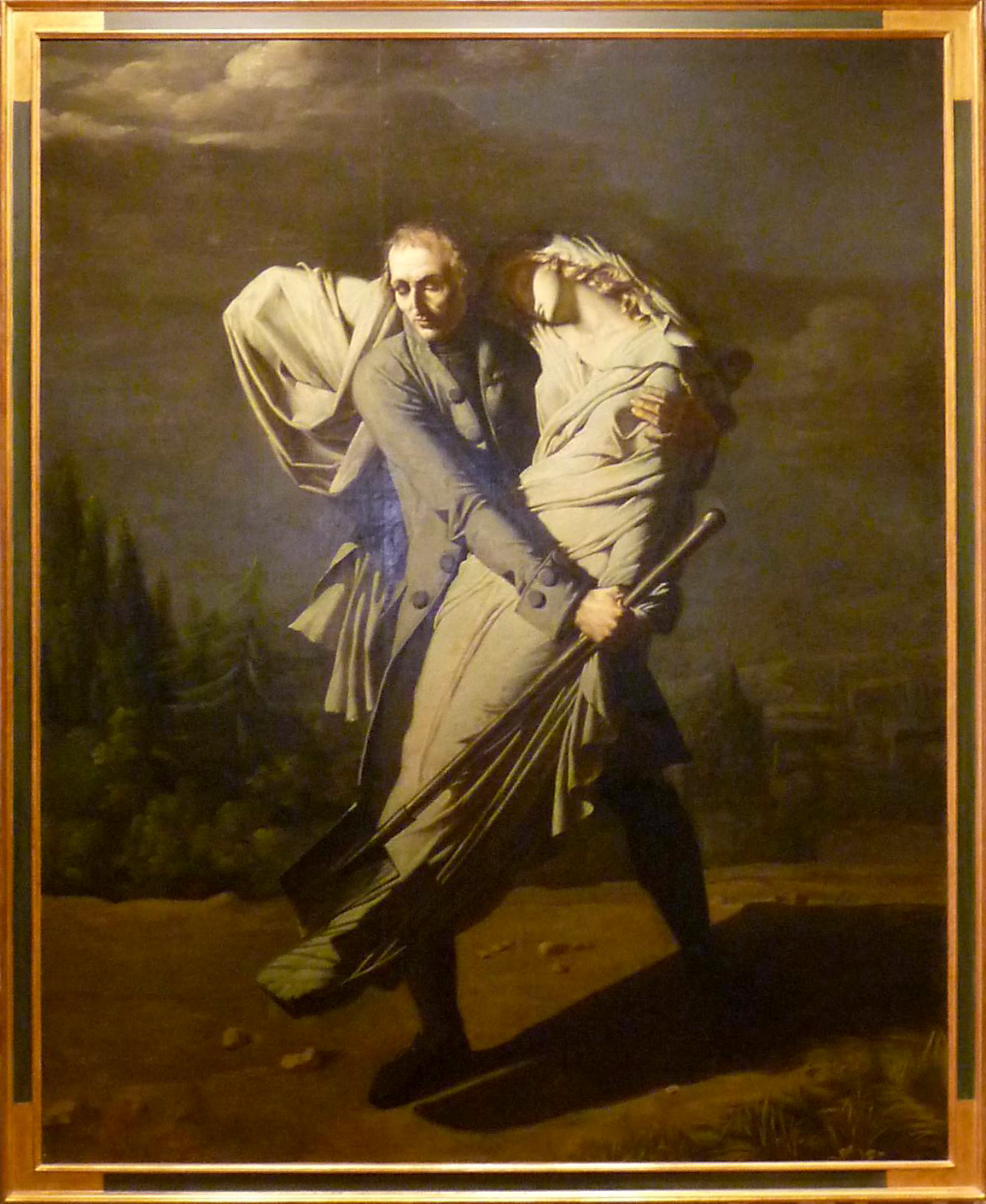
Young et sa fille de Pierre-Auguste Vafflard (1804)

| Au clair de la lune Les objets sont bleus Plaignons l'infortune De ce malheureux Las ! sa fille est morte Ce n'est pas un jeu Ouvrez-lui la porte Pour l'amour de Dieu. | À luz do luar Tudo é azul Chorai pela desgraça Desta pobre alma Ó, sua filha está morta Não é brincadeira Abri a porta para ela Pelo amor de Deus |

## Na literatura
A revista Ladies 'Pocket Magazine (1824–1840) registra: 
 De fato, qual deve ter sido o desgosto e o desespero desse mesmo Jaurat, ao ouvir todas as noites os garotinhos de Paris cantando aquela canção "À Luz do Luar", cujo verso era uma feliz lembrança para todos. Cresson, e uma censura pela crueldade do amigo Peterkin, que não abriu a porta ao vizinho quando ele solicitou esse pequeno serviço. 
 Em suas memórias de 1952, Witness, Whittaker Chambers relembrou: 
 Nas minhas primeiras lembranças de minha mãe, ela está sentada à luz da lâmpada, em uma cadeira de balanço Windsor, em frente ao fogão da sala. Ela está segurando meu irmão no colo. É hora de dormir e, com uma voz suave e doce, ela está cantando para que ele durma. Estou no chão, como sempre, entre as pernas da cadeira, e me arrasto atrás da cadeira de minha mãe porque não gosto da música que ela está cantando e não quero que ela veja como isso me afeta. Ela canta: "Au clair de la lune; Mon ami, Pierrot; Prête-moi ta plume; Pour écrire un mot".
Então as vogais escurecem ameaçadoramente. A voz da minha mãe se aprofunda dramaticamente, como se ela estivesse cantando em um teatro. Essa era a parte da música que eu mais detestava, não apenas porque sabia que era triste, mas porque minha mãe estava deliberadamente (e de maneira injusta, pensei) tornando-a mais triste: "Ma chandelle est morte; Je n'ai plus de feu; Ouvre-moi la porte; Pour l'amour de Dieu."

Eu sabia, a partir de uma explicação anterior, que a música era sobre alguém (uma garotinha, pensava) que estava com frio porque sua vela e seu fogo haviam se apagado. Ela foi até outra pessoa (um garotinho, pensava) e pediu que ele a ajudasse, pelo amor de Deus. Ele disse não. Parecia uma perfeita crueldade gratuita para mim. 
 Em sua peça de 1957, Bad Seed: Uma peça em dois atos, Maxwell Anderson e William March escrevem: "Alguns dias depois, no mesmo apartamento. A sala está vazia: Rhoda está praticando 'Au Clair de la Lune' no piano da sala. "